# Małgorzata Stefanik
Małgorzata Stefanik (ur. 5 lipca 1988 w Krakowie) – polska pisarka, redaktorka, blogerka, z wykształcenia politolog i specjalista do spraw reklamy.
Od 2011 roku prowadzi bloga gosiarella.pl, gdzie o pisze o książkach, filmach, serialach i szeroko rozumianej popkulturze, który od 2015 r. rok rocznie jest jednym z najchętniej polecanych blogów w Share Weeku, aż w 2020 r. otworzył ranking.
Prelegentka na konwentach, na których rozpowszechnia azjatycką popkulturę i zaciekle broni czarne charaktery.
Zadebiutowała powieścią młodzieżową z pogranicza New Adults „Gildia Zabójców”, wydaną w 2021 roku nakładem wydawnictwa Papierowy Księżyc. W 2022 pojawiła się kontynuacja serii pt. „Dzieci Gildii”.
Współzałożycielka firmy Wydaj To! zajmującą się usługami przeznaczonymi dla pisarzy i reprezentacją autorską.

## Twórczość

### Cykl „Gildia zabójców”
W ramach cyklu „Gildia zabójców” do czerwca 2023 roku ukazały się dwie książki:
- „Gildia zabójców” (Papierowy Księżyc, 2021-06-30)[3]
- „Dzieci Gildii” (Papierowy Księżyc, 2022-05-12)[4]

W przygotowaniu jest książka opowiadająca o wydarzeniach poprzedzających pierwszy tom cyklu (prequel) oraz trzeci tom cyklu. Prequel pojawi się w sprzedaży w pierwszym kwartale 2024 roku, a premiera trzeciego i ostatniego tomu serii przewidywana jest na rok 2025.